# DBLP
DBLP는 컴퓨터 과학 서지 웹사이트이다. 독일 트리어 대학교에서 1993년 시작되었으며 규모가 작은 HTML 파일들의 컬렉션에서 성장했으며 데이터베이스와 논리형 프로그래밍 서지 사이트를 호스팅하는 단체가 되었다.

## 같이 보기
- 구글 학술 검색